# Regiones di 243 Ida
Segue una lista delle regiones presenti sulla superficie di 243 Ida. La nomenclatura di 243 Ida è regolata dall'Unione Astronomica Internazionale; la lista contiene solo formazioni esogeologiche ufficialmente riconosciute da tale istituzione.
Le regiones di Ida portano i nomi dello scopritore dell'asteroide e di luoghi a lui connessi.
Sono tutti stati identificati durante il fly-by della sonda Galileo, l'unica ad avere finora raggiunto Ida.

## Prospetto
| Regio        | Eponimo                                                             | Latitudine | Longitudine | Diametro |
| ------------ | ------------------------------------------------------------------- | ---------- | ----------- | -------- |
| Palisa Regio | Johann Palisa - Astronomo austriaco (1848-1925). Scopritore di Ida. | 23° S      | 34° E       | 23 km    |
| Pola Regio   | Pola - Città il cui osservatorio fu diretto da Palisa.              | 11° S      | 184° E      | 8 km     |
| Vienna Regio | Vienna - Città da cui Palisa osservò per la prima volta Ida.        | 8° N       | 2° E        | 13 km    |